# Карах-Агадж-Аля (Урмія)
Карах-Агадж-Аля (перс. قره‌اغاج علیا) — село в Ірані, входить до складу дехестану Бакешлучай у Центральному бахші шахрестану Урмія провінції Західний Азербайджан.